# Bohušovice nad Ohří (nádraží)
Bohušovice nad Ohří je železniční stanice ve stejnojmenném městě v okrese Litoměřice na trati Praha – Ústí nad Labem – Děčín.

## Historie
Železniční stanice byla postavena v roce 1850 při výstavbě železnice z Prahy do Drážďan. První vlak do stanice vjel 1. června 1850. Vedle patrové výpravny s restaurací byl postaven sklad zboží a remíza se skladem uhlí. Naproti výpravny přes koleje byla postavena patrová vodárna s postranními křídly.
Dne 1. června 1943 byla zprovozněna železniční odbočka do židovského koncentračního tábora, který byl umístěn v pevnosti Terezín. Drážní vlečka zvaná Židovka (její část) s bývalou váhou je kulturní památka ČR.
Jihovýchodně od stanice se nachází železniční most který byl postavený přes řeku Ohři v roce 1848. Empírový most je kulturní památkou ČR.

## Stavební podoba
Návrh stanice zpracoval architekt Anton Jüngling. Výpravní budova byla patrová podlouhlá stavba na straně kolejiště se čtyřmi mělkými rizality a středním křídlem o pěti okenních osách. V devadesátých letech 19. století byla výpravní budova upravena podle návrhů architekta NStB Johanna Oehma. Úpravy se dotýkaly jak vnitřní dispozice, tak vnějšího vzhledu. Uvnitř vstupního křídla byly odstraněny příčky pro vytvoření většího vestibulu, z něhož se vcházelo do zvětšených čekáren II. a III. třídy a spojovací chodby, která vedla k nástupišti. Venkovní fasáda byla členěna pásovou bosáží se zvýrazněnými záklenky nad okny a bosovanými nárožími. Okna byla segmentově ukončená. Střední dvojice rizalitů byly ukončeny atikovými štíty s čučky ve vrcholech. V šedesátých letech 20. století byla výpravna opět upravena. Fasáda byla vyhlazena, atikové štíty odstraněny, segmentová okna nahrazena okny pravoúhlými. Členění je provedeno lizenovými rámy. Stavba má zachovanou hmotovou dispozici, v interiéru vestibulu se dochovaly některé plastické detaily.